# Ubaldo Lanfranchi
Ubaldo Lanfranchi (XII secolo – 19 giugno 1207) è stato un arcivescovo cattolico e generale italiano.

## Biografia
Esponente della nobile famiglia dei Lanfranchi, venne menzionato per la prima volta come arcivescovo consacrato di Pisa l'11 aprile del 1176, quando la primazia della chiesa pisana si estese alle provincie ecclesiastiche di Torres, Cagliari ed Arborea. Il 21 marzo 1198 gli venne riconfermata da Innocenzo III la primazia sulle diocesi sarde, tradizionalmente legata alla sua sede dai tempi del pontefice Urbano II. Negli ultimi tre anni di vita, Ubaldo entrò comunque in contrasto con la Santa Sede a causa di alcune dispute di diritto canonico in Sardegna, in particolare nel Giudicato di Torres.
Nel 1189 partecipò alla Terza crociata raggiungendo la Terra santa con 52 navi e schierandosi al fianco di Guido di Lusignano, salvo poi portarsi dalla parte del rivale Corrado del Monferrato; nelle fasi convulse dell'assedio di San Giovanni d'Acri sancì il divorzio tra Umfredo IV di Toron e la regina Isabella di Gerusalemme, in modo che la donna potesse sposare Corrado. Secondo la leggenda popolare, fu lui a tornare dall'assedio di Tolemaide con le galere cariche di terra del Golgota: nel 1203 questa "terra santa" venne sparsa sul terreno dove sorse poi il Camposanto monumentale pisano.
Morì nel 1207, probabilmente il 19 giugno.